# Arondismentul Belley
Arondismentul Belley (în franceză Arrondissement de Belley) este un arondisment din departamentul Ain, regiunea Rhône-Alpes, Franța.

## Subdiviziuni

### Cantoane
- Cantonul Ambérieu-en-Bugey
- Cantonul Belley
- Cantonul Champagne-en-Valromey
- Cantonul Hauteville-Lompnes
- Cantonul Lagnieu
- Cantonul Lhuis
- Cantonul Saint-Rambert-en-Bugey
- Cantonul Seyssel
- Cantonul Virieu-le-Grand

### Comune
| 1. L'Abergement-de-Varey (01002)   | 2. Ambléon (01006)                      | 3. Ambronay (01007)               | 4. Ambutrix (01008)                 |
| 5. Ambérieu-en-Bugey (01004)       | 6. Andert-et-Condon (01009)             | 7. Anglefort (01010)              | 8. Aranc (01012)                    |
| 9. Arandas (01013)                 | 10. Arbignieu (01015)                   | 11. Argis (01017)                 | 12. Armix (01019)                   |
| 13. Artemare (01022)               | 14. Belley (01034)                      | 15. Belmont-Luthézieu (01036)     | 16. Bettant (01041)                 |
| 17. Blyes (01047)                  | 18. Brens (01061)                       | 19. Briord (01064)                | 20. Brégnier-Cordon (01058)         |
| 21. Brénaz (01059)                 | 22. La Burbanche (01066)                | 23. Bénonces (01037)              | 24. Béon (01039)                    |
| 25. Ceyzérieu (01073)              | 26. Chaley (01076)                      | 27. Champagne-en-Valromey (01079) | 28. Chanay (01082)                  |
| 29. Chavornay (01097)              | 30. Chazey-Bons (01098)                 | 31. Chazey-sur-Ain (01099)        | 32. Cheignieu-la-Balme (01100)      |
| 33. Château-Gaillard (01089)       | 34. Cleyzieu (01107)                    | 35. Colomieu (01110)              | 36. Conand (01111)                  |
| 37. Contrevoz (01116)              | 38. Conzieu (01117)                     | 39. Corbonod (01118)              | 40. Corlier (01121)                 |
| 41. Cormaranche-en-Bugey (01122)   | 42. Cressin-Rochefort (01133)           | 43. Culoz (01138)                 | 44. Cuzieu (01141)                  |
| 45. Douvres (01149)                | 46. Flaxieu (01162)                     | 47. Groslée (01182)               | 48. Hauteville-Lompnes (01185)      |
| 49. Hostias (01186)                | 50. Innimond (01190)                    | 51. Izieu (01193)                 | 52. Lagnieu (01202)                 |
| 53. Lavours (01208)                | 54. Leyment (01213)                     | 55. Lhuis (01216)                 | 56. Lochieu (01218)                 |
| 57. Lompnas (01219)                | 58. Lompnieu (01221)                    | 59. Loyettes (01224)              | 60. Magnieu (01227)                 |
| 61. Marchamp (01233)               | 62. Marignieu (01234)                   | 63. Massignieu-de-Rives (01239)   | 64. Montagnieu (01255)              |
| 65. Murs-et-Gélignieux (01268)     | 66. Nattages (01271)                    | 67. Nivollet-Montgriffon (01277)  | 68. Oncieu (01279)                  |
| 69. Ordonnaz (01280)               | 70. Parves (01286)                      | 71. Peyrieu (01294)               | 72. Pollieu (01302)                 |
| 73. Prémeyzel (01310)              | 74. Prémillieu (01311)                  | 75. Pugieu (01316)                | 76. Rossillon (01329)               |
| 77. Ruffieu (01330)                | 78. Saint-Benoît (01338)                | 79. Saint-Bois (01340)            | 80. Saint-Champ (01341)             |
| 81. Saint-Denis-en-Bugey (01345)   | 82. Saint-Germain-les-Paroisses (01358) | 83. Saint-Martin-de-Bavel (01372) | 84. Saint-Maurice-de-Rémens (01379) |
| 85. Saint-Rambert-en-Bugey (01384) | 86. Saint-Sorlin-en-Bugey (01386)       | 87. Saint-Vulbas (01390)          | 88. Sainte-Julie (01366)            |
| 89. Sault-Brénaz (01396)           | 90. Seillonnaz (01400)                  | 91. Serrières-de-Briord (01403)   | 92. Seyssel (01407)                 |
| 93. Songieu (01409)                | 94. Souclin (01411)                     | 95. Sutrieu (01414)               | 96. Talissieu (01415)               |
| 97. Tenay (01416)                  | 98. Thézillieu (01417)                  | 99. Torcieu (01421)               | 100. Vaux-en-Bugey (01431)          |
| 101. Vieu (01442)                  | 102. Villebois (01444)                  | 103. Virieu-le-Grand (01452)      | 104. Virieu-le-Petit (01453)        |
| 105. Virignin (01454)              | 106. Vongnes (01456)                    | 107. Évosges (01155)              |                                     |

Format:Arondismente din Belley, Ain
1. ↑  Comparateur de territoire (în franceză), Institut national de la statistique et des études économiques, 29 iunie 2020